# Ondřej Horský
Ondřej Horský es un deportista checo que compitió en piragüismo en la modalidad de aguas tranquilas. Ganó una medalla de bronce en el Campeonato Mundial de Piragüismo de 2010, en la prueba de K4 1000 m, y dos medallas de bronce en el Campeonato Europeo de Piragüismo: en los años 2009 y 2010.

## Palmarés internacional
| Campeonato Mundial | Campeonato Mundial     | Campeonato Mundial | Campeonato Mundial |
| Año                | Lugar                  | Medalla            | Competición        |
| ------------------ | ---------------------- | ------------------ | ------------------ |
| 2010               | Poznań (Polonia)       | Medalla de bronce  | K4 1000 m          |
| Campeonato Europeo |                        |                    |                    |
| Año                | Lugar                  | Medalla            | Competición        |
| 2009               | Brandeburgo (Alemania) | Medalla de bronce  | K4 1000 m          |
| 2010               | Corvera (España)       | Medalla de bronce  | K4 1000 m          |